# Eleições no Território Federal de Rondônia em 1950
As eleições no território federal de Rondônia em 1950 ocorreram em 3 de outubro como parte das eleições gerais no Distrito Federal, em 20 estados e nos territórios federais do Acre, Amapá e Roraima. No presente caso, a Constituição de 1946 fixou um deputado federal para representar cada um dos territórios federais então existentes.

## Resultado da eleição para deputado federal
Informa o Tribunal Superior Eleitoral que houve 3.626 votos nominais (96,36%), 60 votos em branco (1,59%) e 77 votos nulos (2,05%), resultando no comparecimento de 3.763 eleitores. Nos territórios federais representados por um deputado federal, será observado o princípio do voto majoritário.

### Chapa do PSD
| Candidatos a deputado federal em 1950 | Partido | Votação | Percentual | Cidade onde nasceu | Unidade federativa | Observações |
| Aluísio Ferreira                      | PSD     | 1.867   | 51,49%     | Bragança           | Pará               | [ 5 ]       |
| Edgar de Souza Cordeiro               | PSD     | -       | -          |                    |                    | suplente    |
| Fontes:                               |         |         |            |                    |                    |             |

### Chapa do PSP
| Candidatos a deputado federal em 1950 | Partido | Votação | Percentual | Cidade onde nasceu | Unidade federativa | Observações |
| Renato Medeiros                       | PSP     | 1.759   | 48,51%     | -                  | Pará               | [ 6 ]       |
| Joaquim Rondon                        | PSP     | -       | -          | Cuiabá             | Mato Grosso        | [ 7 ]       |
| Fontes:                               |         |         |            |                    |                    |             |